# Идгильды
Идгильды — солёное озеро в Сафакулевском районе Курганской области России. Находится почти на границе Челябинской и Курганской областей.

## Общее описание
Расположено в 17 км восточнее озера Аткуль. На юге вытекает протока, связывающая озеро с рекой Чумляк. Форма озера овальная, длина около 6,7 км, ширина до 3,5 км. Площадь водного зеркала равняется 22,6 км². Чётких границ водосбора не имеет. Северо-западнее озера в 6,5 км находится село Аджитарово. Высота озера над уровнем моря равняется 171,6 м. По периметру водоёма тянутся болота, к востоку лежат солончаки.
В Идгильды водятся 5 видов рыб, в том числе карп.

## Коды озера
- Код по Государственному водному реестру — 14010501011111200009402[4].
- Код по Гидрологической изученности — 211200940[4].